# Alejandro de Rosas
Alejandro de Rosas (31 de diciembre de 1961) es un cantante chileno de baladas, especialmente conocido en las décadas de 1980 y 1990. 

## Biografía
De Rosas saltó a la fama en 1986, cuando participó en el concurso Gente nueva de Sábado gigante, donde se consagró ganador de este. Al año siguiente, lanza su primer sencillo «Huracán», de buena recepción, y también, junto a la producción de su socia la cantautora Scottie Scott, lanza su primer álbum Aventura, del cual se desprende un tema homónimo y «A los que no creyeron». Ese mismo 1987, participaría en la preselección chilena para representar al país en el festival de la OTI con el primer sencillo, producido por Scottie Scott, quedando en el segundo lugar tras «Chocando paredes» de Eduardo Valenzuela. Con «A los que no creyeron», se coronó ganador del Festival de Laja por Mejor Intérprete y Mejor Canción.
En 1988 realiza una nueva versión del tema «Porque te quiero» de Los Ángeles Negros, versión la cual fue utilizada en la banda sonora de la telenovela de Televisión Nacional de Chile (TVN) Bellas y audaces.
En 1989 graba su segundo álbum Íntimo , con producción del maestro Horacio Saavedra.
Participaría por segunda vez en la preselección nacional para el Festival OTI en la edición de 1990 con el tema «Como yo», del compositor Andrés Ossandón, quedando en segundo lugar.
En 1991, Alejandro de Rosas lanza su tercer disco homónimo, del cual destaca el sencillo «No quiero verte así», el cual fue un gran éxito y uno de los más reconocidos de su carrera, que se mantuvo en la cima de los rankings musicales nacionales. Por este sencillo de Rosas ganó el premio Apes a Mejor Intérprete y Mejor Canción. En 1993 el álbum ganó disco de Oro por ventas y fue nominado a los Apes nuevamente como Mejor Intérprete.
En 1992 graba su cuarto álbum Todo el amor del mundo, donde destacan los sencillos «Todo el amor del mundo», «Préndeme como una llama», y «Cómo duele estar enamorado». En 1996 graba un nuevo álbum, Diez años mejor para discos CNR.
En 2005, participó en el programa Rojo VIP de Televisión Nacional de Chile (TVN), donde terminó en el sexto lugar.
En 2019, lanzó junto a su amiga la también cantante Patricia Frías un disco de duetos, Rosas Frías, y que incluyo presentaciones por Chile.
En 2021, se reportó que fue hospitalizado en el Hospital del Salvador tras sufrir un infarto, del que se recuperó satisfactoriamente. Hasta el día de hoy, aunque se ha alejado considerablemente de la notoriedad pública, Alejandro de Rosas mantiene presencia constante con presentaciones en vivo e interacciones a través de las redes sociales.

## Discografía
- 1988: Aventura
- 1989: Íntimo
- 1991: Alejandro de Rosas
- 1992: Todo el amor del mundo
- 1996: Diez años mejor
- 2004: Mi historia
- 2005: Nostalgias VIP